# El Triunfo, Villaflores
El Triunfo är en ort i Mexiko.   Den ligger i kommunen Villaflores och delstaten Chiapas, i den sydöstra delen av landet, 700 km sydost om huvudstaden Mexico City. El Triunfo ligger 1 066 meter över havet och antalet invånare är 113.
Terrängen runt El Triunfo är kuperad österut, men västerut är den bergig. Runt El Triunfo är det ganska glesbefolkat, med 48 invånare per kvadratkilometer. I omgivningarna runt El Triunfo växer huvudsakligen savannskog.